# Eyalat
L'eyalat o eyalet (turc otomà: ایالت; turc: eyalet; de l'àrab iyala, ‘administració’, ‘exercici del poder’) fou la més gran divisió administrativa dins de l'Imperi Otomà. Estava sota l'autoritat d'un beglerbegi equivalent a governador general. Els primers eyalats es van crear el 1591 però abans ja s'havien creat els beglerbegliks (governats per beglerbegis) equivalents als eyalats però per damunt dels wilayats o wilayets. Els beglerbegi havien estat tradicionalment els comandants de les tropes territorials (per damunt dels més limitats udj-behis). Els beglerbegliks de Rumèlia i Anatòlia es van originar el segle xiv, amb supremacia del primer. Al segle xv es van crear altres beglerbegliks a Anatòlia, amb una història molt confusa: el de Rum a la regió d'Amasya-Tokat; el de Trebisonda després de 1468, i el de Karaman. El 1520 el beglerbeglik de Rumèlia tenia 30 sancaks, el d'Anatòlia en tenia 20, el de Karaman en tenia 8, el de Rum 5, el d'Arab (part de les conquestes de Selim a Síria, Palestina, Egipte i el Hijaz) 15, el de Diyar Bakr 9, i hi havia un territori kurd especial amb 28 sancaks. Després Arab es va dividir en els beglerbegliks d'Alep, Damasc i Egipte; el wilayat d'Ala al-Dawla (conquestes de Selim el 1515) fou posat sota un beglerbegi (1522); el 1533 es va crear el beglerbeglik d'Algèria (Djezair); posteriorment es van crear els de l'Azerbaidjan (1534), Bagdad (1534), Erzurum (1534), Budin (1541), Van (1548), Geòrgia (1549), Temesvar (1552), Kefe (Caffa, 1568), Lefkosha (Nicòsia o Xipre 1571, incloent Alaiyye, Tars, Icel, Sis i Tarabulus o Trípoli de Líban). Entre 1578 i 1590 es van crear alguns al Caucas dels que només Cildir i Kars (creat el 1580) van sobreviure després de l'ofensiva persa.
Els beglerbegliks van ser substituïts per eyalats, dels quals el 1609 Ayn-i Ali en dona una llista:
- Rumeli (Rumèlia)
- Anatòlia
- Karaman
- Budin
- Temesvar
- Bòsnia
- Djazair-i Bahr-i Sefid
- Kibris (Xipre)
- Dhulkadariyye (abans Ala al-Dawla o Marash)
- Diyar Bakr
- Rum (Amasya-Tokat o Sivas)
- Erzurum
- Sham (Damasc)
- Tarabulus al-Sham (Trípoli del Líban)
- Halab (Alep)
- Rakka
- Çildir
- Trabzon (Trebisonda)
- Kefe (Caffa)
- Eyalat de Mossul
- Van
- Shehrizur
- Misr (Egipte)
- Bagdad
- Iemen
- Habesh
- Bàssora
- Lahsa (Al-Ahsa)
- Djezair (Algèria)
- Tarabulus al-Gharb (Trípoli de Líbia)
- Tunus (Tunis)

Dos altres eyalets no figuren a la llista però existien almenys des del 1596: Kanija (Kanisza) i Eghri (Eger). El d'Adana apareix en una altra llista i ja s'ha esmentat el de Kars. El 1614 es va crear el de Sidó, al Líban. Poc després, abans del 1640, es va crear l'eyalat d'Özi per aturar els atacs cosacs a la zona de la mar Negra, format per les costes occidentals de la mar Negra i el Danubi.
El beglerbegis dels eyalats principals tenien rang de visir i alguns tenien autoritat sobre els beglerbegis d'eyalats veïns. Cada eyalat estava format per sancaks o liwas governats per sancakbeys.
En el període de descomposició de l'imperi, els geníssers van prendre el poder a alguns dels eyalats, especialment al Magreb, Egipte i Bagdad. El procés fou aturat a l'Anatòlia oriental per l'aparició dels djalalis. En alguns llocs van sorgir eyalats autònoms el segle xviii governats realment per magnats locals dels que el governador depenia.
El 1812 Mahmud II va iniciar la campanya per restablir el poder del govern central i el 1826 va reorganitzar l'administració dels eyalats amb els mushiriyyets dirigits per mushirs amb amplis poders militars i financers. Amb el Tanzimat el 1839 la responsabilitat financera d'aquestes entitats fou posada sota direcció muhassils. Posteriorment les dimensions dels eyalats fou reduïda i el 1864 el sistema fou substituït per wilayats o wilayets (‘províncies’).